# John Garrick

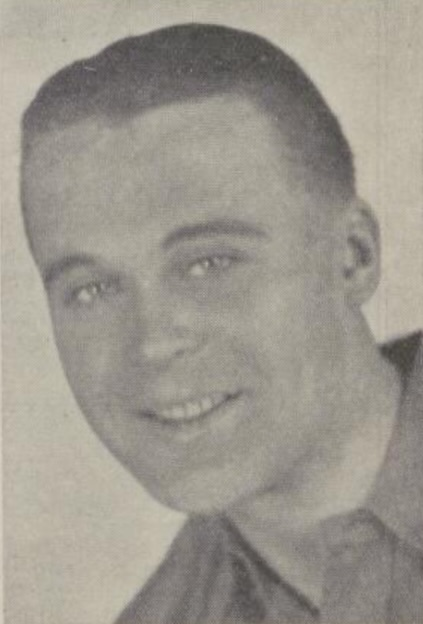
Reginald Dandy, 1926

John Garrick (* 31. August 1902 in Brighton, Sussex, Vereinigtes Königreich Großbritannien und Irland als Reginald Dandy; † 22. Oktober 1966 in San Francisco, Kalifornien, Vereinigte Staaten) war ein britischer Filmschauspieler.
Garrick besuchte die Schulen Brightons und das Brighton College.
Garrick hatte seinen ersten Bühnenauftritt in A Midsummer Night’s Dream, Ein Sommernachtstraum. Nach der Schule begann er bei einer Bank zu arbeiten. Gleichzeitig organisierte er auch Vaudevillevorstellungen. Zwei Jahre spielte er in Australien im Stück Rose Marie die Hauptrolle. Danach ging er nach Amerika. Dort arbeitete er als Film- und Theaterschauspieler. Sein erstes war 1929 ein Fox-Film, Married in Hollywood spielte. 1932 kehrte er nach England zurück und spielte dort in mehreren Filmen.
Er war mit Harriet Bannett verheiratet.

## Filmographie (Auswahl)
- 1929: Married in Hollywood
- 1929: The Sky Hawk
- 1930: The Lottery Bride
- 1930: Just Imagine
- 1930: Are You There?
- 1930: Song o’ My Heart
- 1931: Charlie Chan Carries On
- 1931: Helden der Unterwelt (Bad Company)
- 1931: Always Goodbye
- 1934: Chu Chin Chow
- 1934: The Broken Melody
- 1934: Too Many Millions
- 1934: Anything Might Happen
- 1934: Lily of Killarney
- 1935: Turn of the Tide
- 1935: His Majesty and Company
- 1935: D’Ye Ken John Peel?
- 1935: Street Song
- 1935: Royal Cavalcade
- 1935: The Rocks of Valpre
- 1936: A Touch of the Moon
- 1936: A Woman Alone
- 1936: To Catch a Thief
- 1936: Royal Eagle
- 1936: Shipmates o’ Mine
- 1936: I Live Again
- 1937: Bells of St. Mary’s
- 1937: Knights for a Day
- 1937: Sunset in Vienna
- 1937: The Last Rose of Summer
- 1938: Special Edition
- 1939: Dreivierteltakt am Broadway (The Great Victor Herbert)
- 1939: Sunset in Vienna
- 1939: Riding High